# Aleksander Landy
Aleksander Landy (ur. 24 października 1881 we wsi Żdanowo na Syberii, zm. 17 kwietnia 1969 w Warszawie) – lekarz pediatra, pedagog, społecznik.

## Życiorys
Syn Stanisława i Feliksy z Lewandowskich, zesłanych przez władze carskie na odległy kraniec Syberii za szerzenie idei socjalistycznych i działalność niepodległościową. Był członkiem zarządu i współautorem koncepcji programowych Robotniczego Towarzystwa Przyjaciół Dzieci. Organizacja ta (odrestaurowana po okupacji jako Towarzystwo Przyjaciół Dzieci) prowadziła szeroką działalność opiekuńczo-wychowawczą (organizowanie żłobków, przedszkoli, kolonii, poradni, ogródków jordanowskich, świetlic, bibliotek i czytelni) w celu zapewnienie wszechstronnego rozwoju dzieci i młodzieży z zaniedbanych  środowisk robotniczych.
Przez wiele lat żył i pracował na warszawskim Żoliborzu, na pierwszym w kraju osiedlu WSM (Warszawska Spółdzielnia Mieszkaniowa), zamieszkanym przez rodziny robotnicze i lewicową inteligencję. Kierował żoliborskim oddziałem RTPD,  który realizował  idee tworzenia na terenie osiedli pionierskich placówek fachowego poradnictwa lekarskiego, pedagogicznego i oświatowego, skupionych pod wspólną nazwą „Zdrowie Dziecka”. Przez całe niemal życie zawodowe  łączył praktykę lekarską  z działalnością społeczną; wraz z licznym gronem skupionych wokół siebie entuzjastów propagował tworzenie lokalnych społeczności, w których priorytetem było zaspokajanie  biologicznych, psychologicznych i  społecznych potrzeb dzieci i  młodzieży.
Autor wielu prac dotyczących profilaktyki i higieny zdrowotnej niemowląt oraz dzieci w wieku przedszkolnym  i szkolnym. 20 czerwca 1947 za wybitne zasługi na polu opieki nad dzieckiem odznaczony Krzyżem Oficerskim Orderu Odrodzenia Polski.
Pochowany na cmentarzu ewangelicko-augsburskim w Warszawie (aleja 63, miejsce 93).